# Raimond van der Gouw
Raimond van der Gouw (ur. 24 marca 1963 w Oldenzaal) – były holenderski piłkarz występujący na pozycji bramkarza.

## Kariera

### Holandia
Van der Gouw zawodową karierę rozpoczynał w klubie Go Ahead Eagles, gdzie występował początkowo w zespołach juniorskich. W Eredivisie zadebiutował 14 września 1985 w wygranym 2:1 meczu z FC Den Bosch. W tym czasie jego zespół zajmował miejsca w dolnej połowie tabeli. W jego pierwszym sezonie w zawodowej piłce zakończył rozgrywki na dziesiątym miejscu w Eredivisie. W 1987 roku spadł z klubem do Eerste divisie, a w następnym sezonie jego zespół nie zdołał awansować zajmując 12. miejsce w lidze. W Go Ahead Eagles van der Gouw spędził łącznie trzy sezony. W tym czasie rozegrał 97 ligowych meczów.
W 1988 przeszedł do innego drugoligowego zespołu – SBV Vitesse. W 1989 roku zajmując pierwsze miejsce w Eerste divisie awansował z zespołem do Eredivisie. W 1990 dotarł z nim do finału Pucharu Holandii, gdzie Vitesse przegrało 0:1 z PSV Eindhoven.

### Anglia
W 1996 roku van der Gouw podpisał kontrakt z angielskim Manchesterem United. W Premier League zadebiutował 21 września 1996 w bezbramkowo zremisowanym meczu z Aston Villą. W Manchesterze spędził sześć lat. W tym czasie zdobył z klubem cztery mistrzostwa Anglii (1997, 1999, 2000, 2001), Puchar Anglii (1999), Ligę Mistrzów (1999) oraz Puchar Interkontynentalny (1999).
W czerwcu 2002 roku odszedł do innego zespołu Premier League – West Hamu United. W sezonie 2002/2003 nie rozegrał tam żadnego spotkania.

### Dalsza kariera
W grudniu 2003 roku van der Gouw powrócił do Holandii, gdzie został graczem pierwszoligowego RKC Waalwijk. W 2004 roku przeszedł do drugoligowego AGOVV Apeldoorn, gdzie w 2007 roku w wieku 44 lat zakończył karierę.